# April Stewart
 (janvier 2023).
April Stewart, née le 8 février 1968 à Turckee (Californie), est une actrice et doubleuse américaine.

## Biographie
April Stewart commence à faire du théâtre à l'âge de 12 ans.
Elle est connue pour doubler plusieurs personnages féminins de la série animée South Park aux côtés de Mona Marshall. Dans cette série, elle interprète : Liane Cartman, Sharon Marsh, Carol McCormick, Shelley Marsh, la Maire, la Principale Victoria, Wendy Testaburger et Madame Crabtree.

## Filmographie

### Jeu vidéo
- 2005 : Age of Empires III : Reine Isabelle
- 2005 : Dead or Alive Xtreme 2 : Christie
- 2006 : Dirge of Cerberus: Final Fantasy VII : Lucrecia Crescent
- 2006 : Marvel: Ultimate Alliance : Miss Marvel
- 2007 : Final Fantasy XII : Mjrn
- 2007 : Mass Effect : Voix supplémentaires
- 2008 : Valkyria Chronicles : Selvaria Bles
- 2009 : Marvel: Ultimate Alliance 2 : Miss Marvel
- 2010 : Dead or Alive Paradise : Christie
- 2010 : Final Fantasy XIII : voix supplémentaires
- 2010 : God of War III : Aphrodite
- 2010 : Metal Gear Solid: Peace Walker : Soldats et voix supplémentaires
- 2010 : Resonance of Fate : Veronique et Barbarella
- 2011 : The Elder Scrolls V: Skyrim : divers personnages

### Télévision
(août 2024).
- American Dad! : Salima et Bahir
- Danny Fantôme : Pandore (épisode Boxed Up Fury)
- La Légende de Korra : Raava
- Regular Show : Susan (un épisode)

### Cinéma
- 2011 : Megan Is Missing : Joyce Stewart
- 2020 : Superman : L'Homme de demain (Superman: Man of Tomorrow) : Mme Ross